# Ecuadors flag
Ecuadors flag består af tre vandrette striber. Den øverste stribe er dobbelt så bred som begge de nederste. Ovenfra og ned danner den gyldne, blå og røde stribe flagets baggrund. Midt på flaget er kondoren fra Ecuadors nationalvåben afbildet.
Dagens flag blev officielt indført 26. september 1860.